# Долан, Эллен
Эллен Долан (англ. Ellen Dolan; род. 16 октября 1955, Монтиселло, Айова) — американская актриса мыльных опер. Наиболее известна благодаря своей роли Марго Хьюз в мыльной опере CBS «Как вращается мир», где она снималась с 1989 по 2010 год. За эту роль она номинировалась на Дневную премию «Эмми» за лучшую женскую роль в драматическом сериале и получила приз «Дайджеста мыльных опер» в 1993 году.
Родилась в Монтиселло, штат Айова и закончила Айовский университет, после чего обучалась актёрскому мастерству в театральной академии Уэббера Дугласа в Лондоне. С 1982 по 1986 год она играла Морин Риардон Байер в мыльной опере «Направляющий свет», а в дополнение к работе в дневном эфире появлялась в прайм-тайм драмах, а также была активна на театральной сцене, в таких постановках как «Кошка на раскаленной крыше».

## Мыльные оперы
- Техасцы (1981)
- Направляющий свет (1982—1986)
- Другой мир (1989)
- Как вращается мир (1989—1993, 1994—2010)